# Berthez
Berthez (okzitanisch Bertés) ist eine französische Gemeinde mit 292 Einwohnern (Stand: 1. Januar 2022) im Département Gironde in der Region Nouvelle-Aquitaine. Sie gehört zum Arrondissement Langon und zum Kanton Le Réolais et Les Bastides. 

## Geographie
Berthez liegt etwa 58 Kilometer südöstlich von Bordeaux. Umgeben wird Berthez von den Nachbargemeinden Auros im Norden und Nordwesten, Savignac im Nordosten, Aillas im Osten, Lados im Süden sowie Brouqueyran im Westen.

## Bevölkerungsentwicklung
| 1962                      | 1968 | 1975 | 1982 | 1990 | 1999 | 2006 | 2013 |
| ------------------------- | ---- | ---- | ---- | ---- | ---- | ---- | ---- |
| 184                       | 152  | 119  | 102  | 142  | 166  | 205  | 237  |
| Quelle: cassini und INSEE |      |      |      |      |      |      |      |

## Sehenswürdigkeiten
- Kirche Saint-Raphaël aus dem 11. Jahrhundert

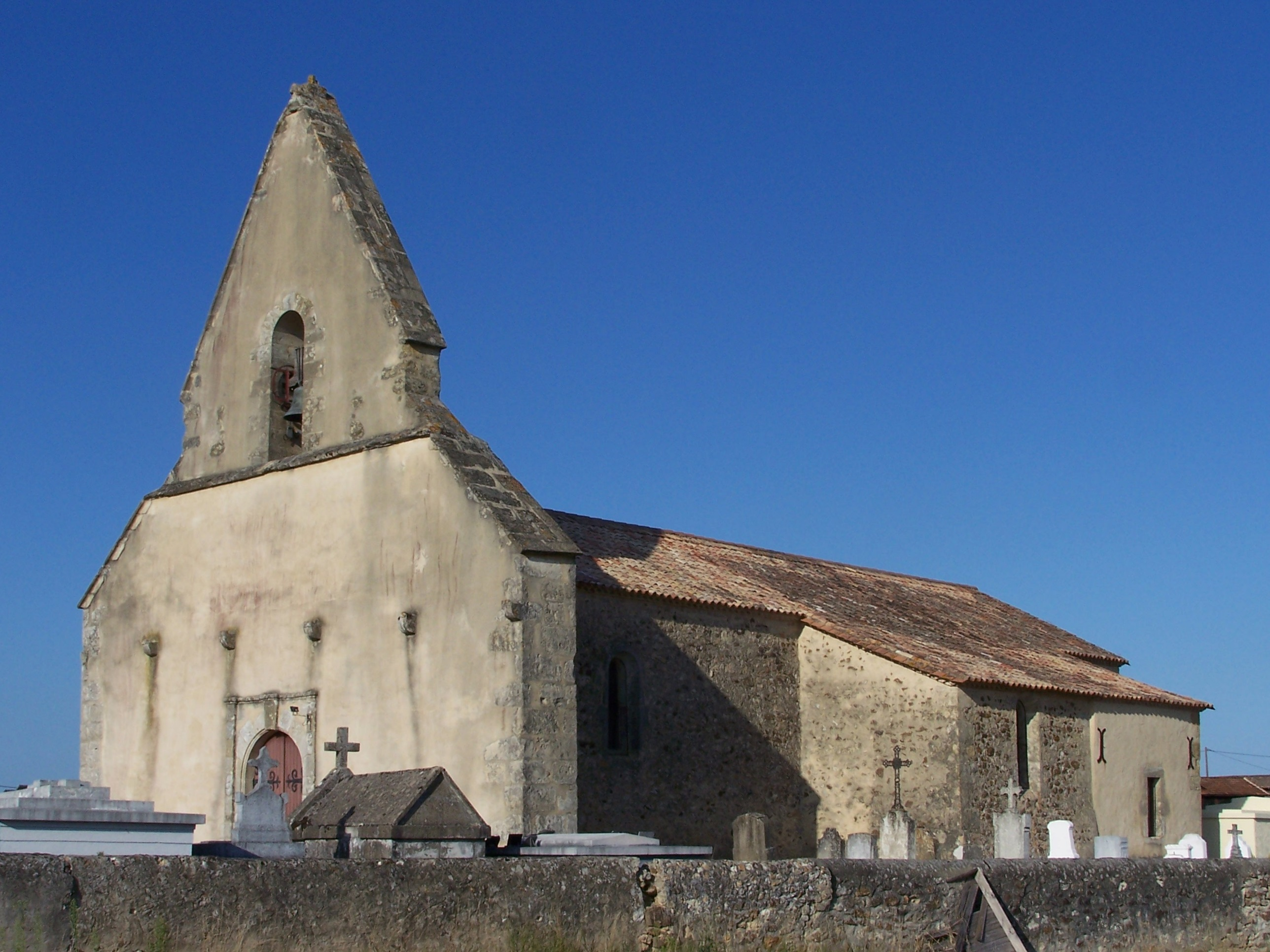
Kirche Saint-Raphaël